# Hampus Jakobsson
Hampus Jakobsson, född 29 mars 1979, är en svensk entreprenör och investerare känd för att vara medgrundare till The Astonishing Tribe (uppköpt av Blackberry 2010). År 2018 hade han investerat i över 80 företag.
Han tilldelades 2018 titeln hedersdoktor vid Malmö universitet för sina bidrag till lokal groddföretagsverksamhet samt sitt stöd till forskning och utbildning vid universitetet.
Han blev 2019 vald till "Investor of the Year" vid 2019 Global Startup Awards.
Han är yngre bror till Markus Jakobsson, forskare i datorsäkerhet, och Andreas Jakobsson, professor i matematisk statistik vid Lunds universitet.